# Meridià 156 a l'est
El meridià 156 a l'est de Greenwich és una línia de longitud que s'estén des del pol Nord travessant l'oceà Àrtic, Àsia, Oceania l'oceà Índic, l'oceà Antàrtic, Australàsia i l'Antàrtida fins al pol Sud.
El meridià 156 a l'est forma un cercle màxim amb el meridià 24 a l'oest. Com tots els altres meridians, la seva longitud correspon a una semicircumferència terrestre, uns 20.003,932 km. Al nivell de l'Equador, és a una distància del meridià de Greenwich de 17.366 km.

## De Pol a Pol
Començant en el pol Nord i dirigint-se cap al pol Sud, aquest meridià travessa:
| Coordenades                               | País, territori o mar   | Notes |
| ----------------------------------------- | ----------------------- | --- |
| 90° 0′ N, 156° 0′ E / 90.000°N,156.000°E  | Oceà Àrtic              | |
| 77° 5′ N, 156° 0′ E / 77.083°N,156.000°E  | Mar de Sibèria Oriental | |
| 71° 5′ N, 156° 0′ E / 71.083°N,156.000°E  | Rússia                  | Sakhà Óblast de Magadan — des de 66° 4′ N, 156° 0′ E / 66.067°N,156.000°E                                                                                                |
| 60° 57′ N, 156° 0′ E / 60.950°N,156.000°E | Mar d'Okhotsk           | Golf de Xélikhov |
| 56° 42′ N, 156° 0′ E / 56.700°N,156.000°E | Rússia                  | Krai de Kamtxatka — Península de Kamtxatka |
| 53° 35′ N, 156° 0′ E / 53.583°N,156.000°E | Mar d'Okhotsk           | |
| 50° 45′ N, 156° 0′ E / 50.750°N,156.000°E | Rússia                  | Óblast de Sakhalín — illa de Paramuxir, Illes Kurils |
| 50° 23′ N, 156° 0′ E / 50.383°N,156.000°E | Oceà Pacífic            | Passa a l'est de l'illa de Bougainville, Papua Nova Guinea (a 6° 42′ S, 155° 57′ E / 6.700°S,155.950°E)                                                                  |
| 6° 47′ S, 156° 0′ E / 6.783°S,156.000°E   | Illes Salomó            | Illa Ovau |
| 6° 49′ S, 156° 0′ E / 6.817°S,156.000°E   | Mar de Salomó           | Passa a l'oest de Fauro, Illes Salomó (a 6° 58′ S, 156° 1′ E / 6.967°S,156.017°E) · Passa a l'est de Shortland, Illes Salomó (a 7° 2′ S, 155° 51′ E / 7.033°S,155.850°E) |
| 11° 46′ S, 156° 0′ E / 11.767°S,156.000°E | Mar del Corall          | Passa a través de les Illes del Mar del Corall Austràlia |
| 29° 58′ S, 156° 0′ E / 29.967°S,156.000°E | Oceà Pacífic            | |
| 60° 0′ S, 156° 0′ E / 60.000°S,156.000°E  | Oceà Antàrtic           | |
| 69° 0′ S, 156° 0′ E / 69.000°S,156.000°E  | Antàrtida               | Territori Antàrtic Australià, reclamat per Austràlia |